# Colliers Wood (London Underground)

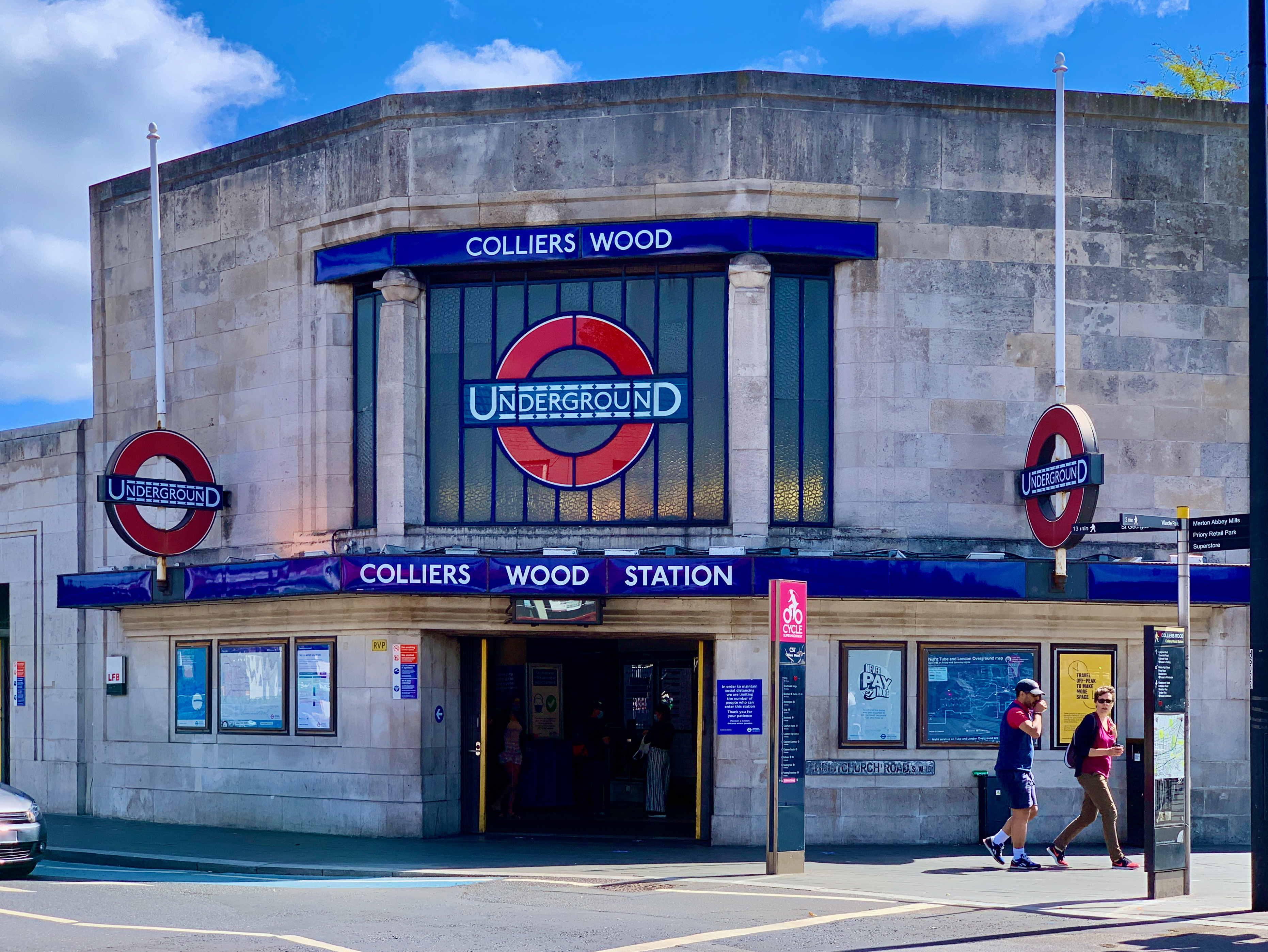
Stationsgebäude

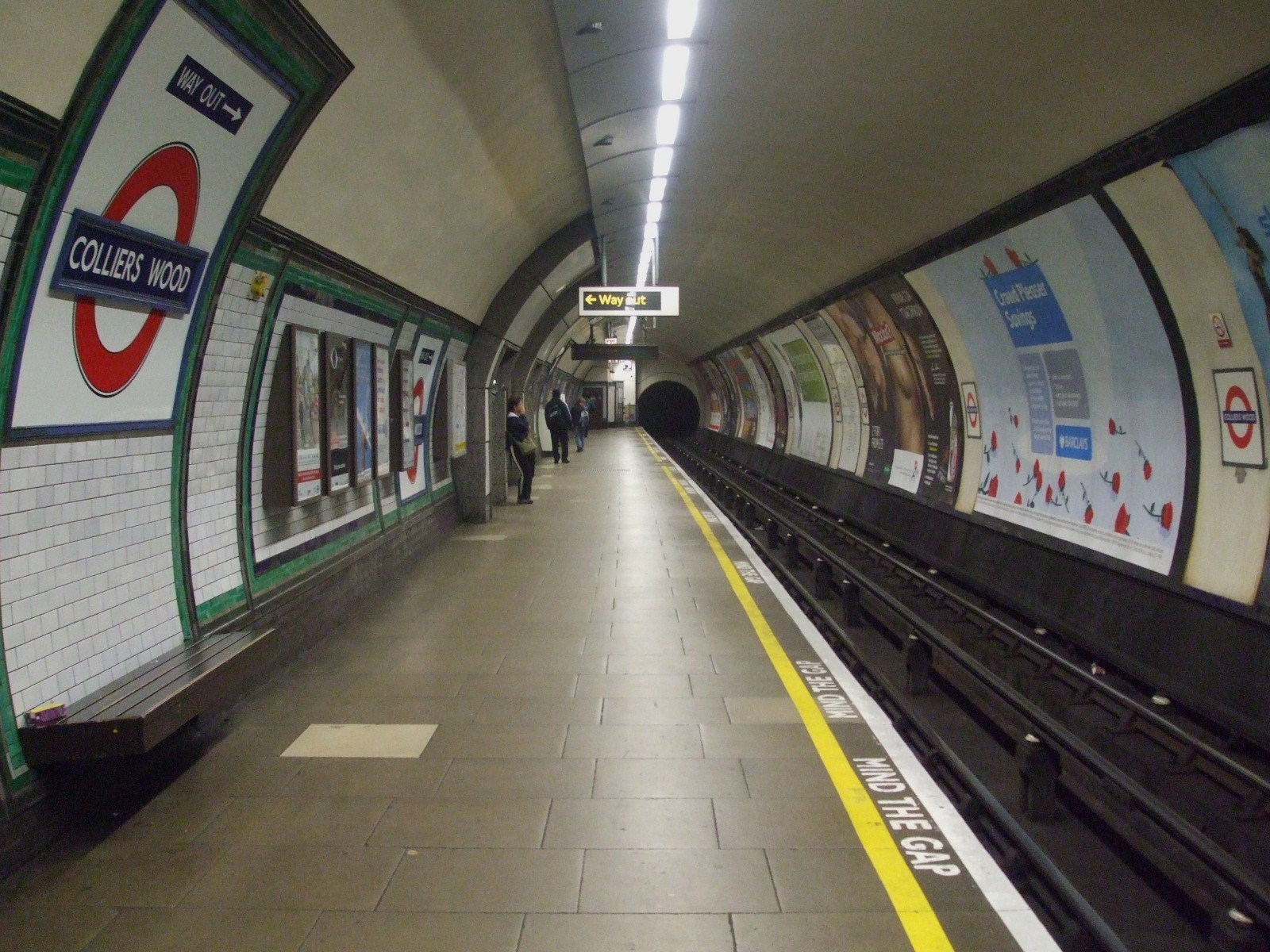
Bahnsteig nach Norden

Colliers Wood ist eine unterirdische Station der London Underground im Stadtbezirk London Borough of Merton. Sie befindet sich in der Travelcard-Tarifzone 3 an der Kreuzung von Merton High Street und Christchurch Road. Der Name stammt von einem kleinen Wald etwas weiter östlich, der um 1870 abgeholzt wurde. Im Jahr 2013 nutzten 5,79 Millionen Fahrgäste diese von Zügen der Northern Line bediente Station.
Eröffnet wurde die Station am 13. September 1926 als Teil der Verlängerung von Clapham Common nach Morden. Die von Charles Holden entworfene Station ist ein symmetrisches Gebäude im modernistischen Stil und besteht aus Portland-Stein. Es umfasst eine hohe Schalterhalle mit drei Eingängen, die auf beiden Seiten von eingeschossigen Ladenflügeln flankiert wird. Seit 1987 steht das Gebäude unter Denkmalschutz (Grade II).
Gegenüber dem Stationsgebäude liegt der Colliers Wood Tower.